# اختبارات الكشف عن مستضد الملاريا
اختبارات الكشف عن مستضد الملاريا هي مجموعة من الاختبارات التشخيصية السريعة المتاحة تجاريًا من نوع اختبار المستضد السريع والتي تسمح بالتشخيص السريع للملاريا من قبل الأشخاص الذين ليسوا ماهرين في تقنيات المختبر التقليدية لتشخيص الملاريا أو في المواقف التي لا تتوفر فيها مثل هذه المعدات. يوجد حاليًا أكثر من 20 اختبارًا من هذا القبيل متاحًا تجاريًا (اختبار المنتج لمنظمة الصحة العالمية 2008). كان أول مستضد للملاريا مناسبًا كهدف لمثل هذا الاختبار هو إنزيم تحلل الجلوكوز القابل للذوبان المُسمى نازعة هيدروجين الجلوتامات.لا يوجد أي من الاختبارات السريعة حاليًا حساس ورخيص بقدر لطاخة الدم السميك. العيب الرئيسي في استخدام جميع طرق اختبار قضيب العمق الحالي هو أن النتيجة نوعية في الأساس. ومع ذلك، في العديد من المناطق المتوطنة في إفريقيا الاستوائية، فإن التقييم الكمي لطفيليات الدم مهم، حيث ستختبر نسبة كبيرة من السكان إيجابية في أي اختبار نوعي.

## وصلات خارجية
- Malaria Antibodies
- Roll back malaria
- WHO product testing 2008
- WHO Rapid Diagnostic Tests (RDTs)